# 莱昂·蒂埃博
莱昂·蒂埃博（法語：Léon Thiébaut，1880年11月19日—1956年10月13日），法国男子击剑运动员。他曾代表法国参加1900年夏季奥林匹克运动会击剑比赛，获得男子个人佩剑银牌、男子个人重剑第八名。